# خوان بابلو غامبوا
خوان بابلو غامبوا كوك (بالإسبانية: Juan Pablo Gamboa Cook)‏ وهو ممثل كولمبي ولد في يوم 24 نوفمبر 1966 في مدينة كالي في كولومبيا مثل في عدة مسلسلات لاتينية منها المسلسل المكسيكي صغيرتي الغالية.

## روابط خارجية
- خوان بابلو غامبوا على موقع IMDb (الإنجليزية)
- خوان بابلو غامبوا على موقع قاعدة بيانات الفيلم (الإنجليزية)